# Notatki z obu brzegów Wisły
Notatki z obu brzegów Wisły – zbiór felietonów autorstwa Pawła Hertza wydany przez wydawnictwo Czytelnik w 1957.

## Treść
Felietony zawarte w zbiorze są próbą literackiego zapisu myśli, wspomnień i skojarzeń autora dotyczących przedwojennej Warszawy. Według Hertza są to fragmenty z notatnika warszawskiego przechodnia. Mimo deklaracji autora zbiór zawiera dość skąpe informacje faktograficzne dotyczące Warszawy. Hertz wyraża natomiast zachwyt nad zaprowadzanym przez władze, socjalistycznym kształtem miasta.